# ISO 3166-2:TN
La partie ISO 3166-2:TN de la norme  ISO 3166-2 rappelle le nom officiel du pays et donne les codes ISO des subdivisions de la Tunisie, appelés gouvernorats.

## Gouvernorats
| TN-12 | Ariana      |
| TN-31 | Béja        |
| TN-13 | Ben Arous   |
| TN-23 | Bizerte     |
| TN-81 | Gabès       |
| TN-71 | Gafsa       |
| TN-32 | Jendouba    |
| TN-41 | Kairouan    |
| TN-42 | Kasserine   |
| TN-73 | Kébili      |
| TN-33 | Le Kef      |
| TN-53 | Mahdia      |
| TN-14 | La Manouba  |
| TN-82 | Médenine    |
| TN-52 | Monastir    |
| TN-21 | Nabeul      |
| TN-61 | Sfax        |
| TN-43 | Sidi Bouzid |
| TN-34 | Siliana     |
| TN-51 | Sousse      |
| TN-83 | Tataouine   |
| TN-72 | Tozeur      |
| TN-11 | Tunis       |
| TN-22 | Zaghouan    |

| TN-11 | Tunis       |
| TN-12 | Ariana      |
| TN-13 | Ben Arous   |
| TN-14 | La Manouba  |
| TN-21 | Nabeul      |
| TN-22 | Zaghouan    |
| TN-23 | Bizerte     |
| TN-31 | Béja        |
| TN-32 | Jendouba    |
| TN-33 | Le Kef      |
| TN-34 | Siliana     |
| TN-41 | Kairouan    |
| TN-42 | Kasserine   |
| TN-43 | Sidi Bouzid |
| TN-51 | Sousse      |
| TN-52 | Monastir    |
| TN-53 | Mahdia      |
| TN-61 | Sfax        |
| TN-71 | Gafsa       |
| TN-72 | Tozeur      |
| TN-73 | Kébili      |
| TN-81 | Gabès       |
| TN-82 | Médenine    |
| TN-83 | Tataouine   |

## Mises à jour
- ISO 3166-2:2003-09-05
- ISO 3166-2:2004-03-08